# 손성모
손성모(孫聖模, 1930년 12월 15일 ~ )는 대한민국의 비전향 장기수이다. 2000년 9월 2일 비전향 장기수 63명이 북한으로 송환될 때 같이 송환됐다.

## 생애
손성모는 전북 부안에서 소작농의 집에서 2남3녀 중 막내아들로 태어났다. 그는 어려서부터 공부만큼은 일등을 도맡아 했다고 한다. 소년시절 전북 이리 등지에서 고용살이를 하면서도 책을 손에 놓지 않았던 그는 1949년 혼자 힘으로 서울대에 입학했다. 하지만 이듬해 6·25가 발발하자 고학하며 모은 돈으로 출가한 누나에게 논 서 마지기를 사 주면서 "어머니 환갑 준비는 돌아와서 내가 할게"란 말을 남기고는 의용군에 입대했다.
전쟁 당시 마산전투에서 부상을 당했던 그는 후퇴 후 동부전선 전투에 참가했다. 제대 후 북에서 김일성종합대학 역사학부를 졸업한 후 함흥공과대학 교원으로 배치돼 역사학을 강의했다. 그러던 중 대남사업에 소환돼 1980년 5월 전남 해남으로 남파돼 승려로 위장하여 활동하다가, 1981년 2월에 경북 문경시에서 체포되었다. 치안본부 남영동 대공분실에서 조사받을 당시 끊임없는 전향공작과 회유를 받았지만 이를 거절하자 수사당국은 결국 6년 8개월이 지난 1987년 10월에 기소했다. 손성모는 법정에서 간첩 혐의를 부인하고 통일 사업을 이루고자 남하했다고 주장하였다.
1988년 10월 25일 대법원은 구 국가보안법(1980.12.31. 법률 제3318호로 개정되기 전의 것) 제3조 제1호에 규정된 국가기밀 수집.탐지와 관련해 구속된 손성모에 대해 원심을 파기하고 서울고등법원으로 환송했다.
대법원은 손성모가 1980.5.7.경부터 10.4.경까지 사이에 광주시에 있는 증심사, 흥룡사, 전북 순창군에 있는 강천사, 전북 남원군에 있는 대복사, 선원사, 백장암, 서진암, 경남 함양군에 있는 벽송사, 경북 문경군에 있는 봉암사, 혜국사, 경북 영주군에 있는 부석사, 경북 봉화군에 있는 홍제암, 대구에 있는 보현사, 은적사, 경북 달성군에 있는 동화사, 유가사, 경남 합천군에 있는 해인사, 전남 해남군에 있는 대흥사, 미황사, 서울에 있는 봉은사, 도선사, 칠보사, 대각사, 경기 양주군에 있는 봉선사, 충북 보은군에 있는 법주사, 충남 예산군에 있는 수덕사, 정혜사, 신원사, 충남 논산군에 있는 쌍계사, 관촉사, 전북 정주군에 있는 내장사, 전남 구례군에 있는 화엄사, 천은사, 전남 곡성군에 있는 태안사, 전남 장성군에 있는 백양사 등을 돌아다니면서 위 각 사찰의 위치 및 정황, 주지들 및 승려들의 신원, 경찰의 검문사항, 광주사태와 관련한 민심동향 등을 지득하여 국가기밀을 탐지.수집하였다는 부분에 대해 구 국가보안법 제3조 제1호에 규정된 고도의 국가기밀에 해당한다고 할 수 없다며 원심(서울고등법원 1988.7.20. 선고 88노1367 판결)을 파기하고 사건을 서울고등법원에 환송한다고 판결했다.
이후 손성모는 석방될 때까지 12년 2개월간 복역했다. 사회안전법상 보호감호 조치를 받아 비전향 장기수가 되었다. 총 수감 기간은 만 19년이 조금 못 되어, 여타 비전향 장기수와 비교할 때는 그나마 짧은 편이다. 수감 생활 후반기에는 신광수와 함께 전향각서나 준법서약서를 제출하지 않아 최후의 비전향 장기수 2인으로 불렸다. 이들이 준법서약서 제출을 거부하고 옥살이를 고집했던 것은 북한에 있는 가족들에게 해를 끼칠 수 있다는 이유 때문으로 알려졌다. 인권단체가 이들의 석방 운동을 벌였고, 1999년 12월 김대중 정부의 특사로 대구교도소에서 형 집행 정지로 석방되었다. 출옥 후에는 서울 관악구에서 다른 출소 장기수들과 함께 공동 생활을 하였다.
2000년 6월 15일 북한을 최초로 방문한 김대중 대통령과 김정일 국방위원장 간 6·15 남북 공동선언이 발표됐다. 양측이 비전향 장기수 문제를 인도적으로 해결한다고 합의함에 따라 손성모 등 송환을 희망하는 63명은 9월 2일 조선민주주의인민공화국으로 송환
되었다. 송환된 63명 전원이 조국통일상과 노동당원증을 받았으며 대형 아파트 등 생활에 필요한 모든 물품과 약재 등을 공급받았다.  1990년 7월 제정된 조국통일상은 `조국의 자주적 평화통일에 공헌한 애국인사'가 수여 대상이다.
송환 후 평양에 정착하여 2003년 3월17일 조선작가동맹 중앙위원회 맹원으로 정식 가입했다. 그동안 신문과 잡지에 '화선 당세포', ‘장군님은 우리의 생명', '어버이 장군님께 삼가 드립니다', '아 동지여' 등 여러 편의 작품을 발표했으며 현재 '정의의 핵무기', '다시 받은 졸업증', '아 장군님 사랑'을 비롯한 15건의 시작품을 창작하고 있다.
2005년에 북한 문학예술출판사는 2000년 9월 북송된 비전향 장기수를 다룬 3편의 장편소설을 내놓았다. 그중에 손성모를 그린 소설의 제목은 '무지개'다.

손성모는 북송 후 6.25 당시 조선왕조실록(창경궁 장서각에 있던 무주 적상산 사고본)의 북한 반출이 김일성의 지시에 의한 것임을 밝히기도 했다. 2010년 북한이 발행한 <민족문화유산> 제3호에 쓴 '<리조실록>에 깃든 위인의 숭고한 뜻을 새겨 본다'라는 글에서 손성모는 2010년 7월 8일이 '<리조실록>을 구출하도록 해주신 60년이 되는 날'이라고 적어놓았다. 또 당시 서울대 학생으로 인민군에 입대한 자신의 경험담이 실려 있다. 인민군 부대에서 특별명령을 받고 떠나는 인민군 구분대를 만났는데 전투임무를 받은 줄 알고 있었으나 실은 조선왕조실록을 반출하는 작전에 동원된 구분대였다는 것이다.
처음으로 북한에 송환된 비전향장기수는 1993년 송환된 리인모다. 그는 2007년 6월 16일 사망, 평양의 애국열사릉에 안장됐다.

## 논란
5.18 북한군 개입설의 유력한 근거로 손성모가 거론된다. 광주 증심사에 은거하며 북한 특수군의 길을 안내했다는 것이다. 각종 자료를 종합해보면 1980년 5월 전남 해남으로 남파된 손성모는 1981년 2월 경북 문경에서 체포된 간첩이다. 1988년 10월 25일 대법원 판결에는 손성모가 1980.5.7.경부터 10.4.경까지 151일 동안 전국 유명 사찰 35곳을 다니며 각 사찰의 위치 및 정황, 주지들 및 승려들의 신원, 경찰의 검문사항, 광주사태와 관련한 민심동향 등을 파악한 것으로 나온다. 5.18의 북한특수군 길 안내자나 5.18 관련자로 등장하는 내용은 없다. 대법원은 이러한 손성모의 행위가 고도의 국가기밀 지득.탐지.수집에 해당한다고 할 수 없다며 원심을 파기하고 서울고법으로 되돌려보냈다.